# Temnothorax stumperi
Temnothorax stumperi  (лат.) — вид мелких паразитических муравьёв трибы Crematogastrini из подсемейства Myrmicinae (Formicidae).

## Распространение
Швейцария.

## Описание
Длина около 2 мм.  Стебелёк между грудкой и брюшком состоит из двух члеников: петиолюса и постпетиолюса (последний четко отделен от брюшка), жало развито, куколки голые (без кокона). Социальные паразиты других видов муравьёв (Temnothorax unifasciatus (Latreille, 1798), T. tuberum (Fabricius, 1775)). 
Были описаны швейцарским мирмекологом Генрихом Куттером (1896—1990) и названы в честь люксембургского энтомолога Роберта Стумпера (люкс. Robert Stumper).. В дальнейшем включён в состав рода Temnothorax.